# Tokaj-Hétszőlő Szőlőbirtok
A Tokaj-Hétszőlő Szőlőbirtok borászat a Tokaji borvidéken; székhelye Tokajban található. 

## Történelem
A Tokaji-hegy már 1730-ban bekerült a világ első ellenőrzött eredetvédelmi besorolásába. Déli lejtőjén a Garai család 1502-ben választott ki hét dűlőt birtokához, innen ered a Hétszőlő név. Tulajdonosai között később Károlyi Gáspár, Bethlen Gábor erdélyi fejedelem, illetve a Rákóczi-család is megjelent. 1711-től csaknem két évszázadon át császári szőlőbirtok volt.
Az 1950-es évektől a rendszerváltásig a területen nem folyt szőlőművelés. 2009-ben a francia Michel Reybier tulajdonába került.

## Személyek
A Tokaj-Hétszőlő tulajdonosa Michel Reybier, borásza Makai Gergely.

## Filozófia
A szőlőbirtok az 1950-es évektől a szőlőművelés hiánya miatt, 1991-től tudatosan mentes a káros vegyszerektől. Az organikus gazdálkodás az alapfelfogás része.

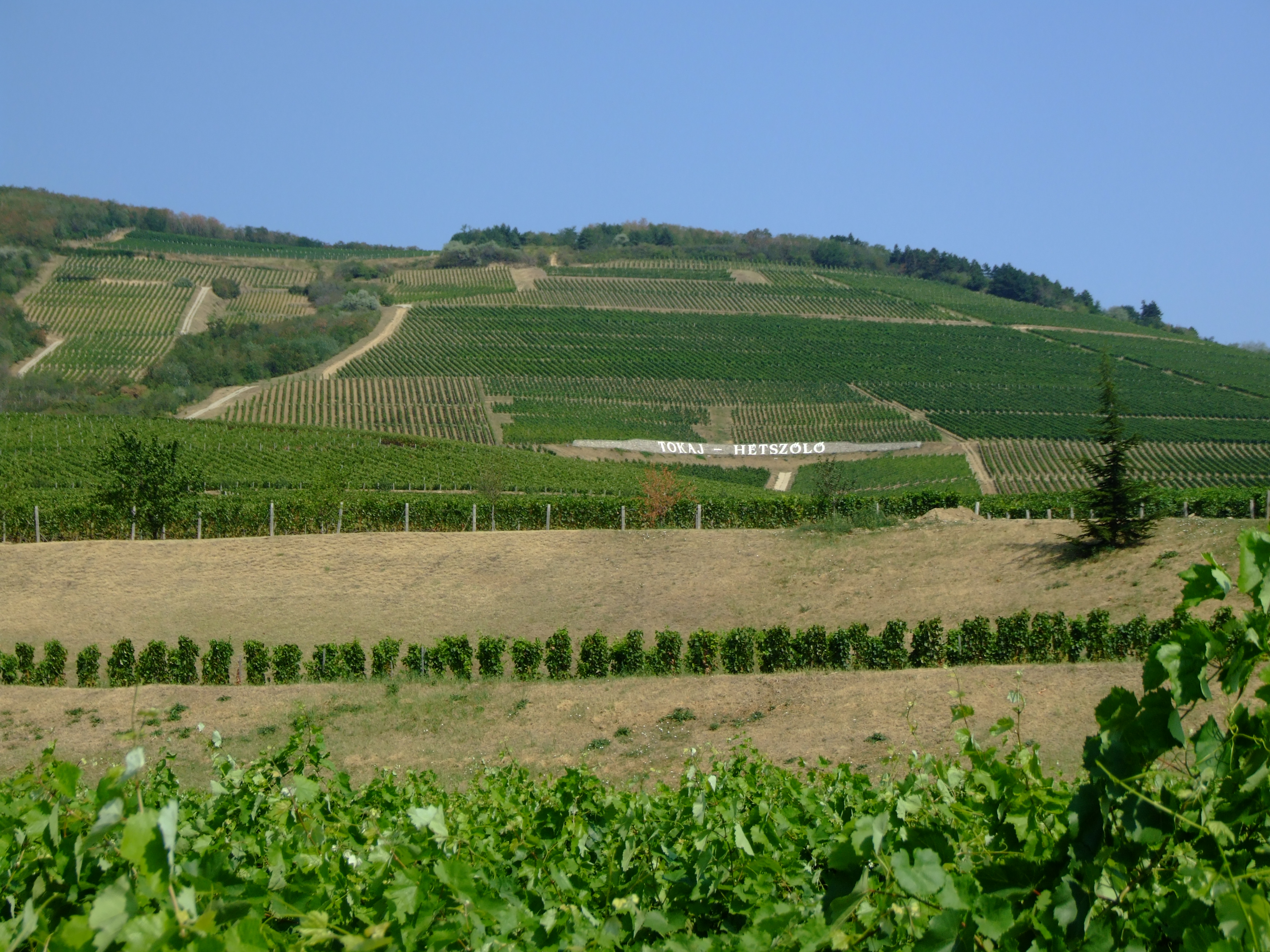
A Tokaj-Hétszőlő szőlőtermő területei a Tokaji-hegy déli lejtőjén

## Szőlők
A Tokaj-Hétszőlő Szőlőbirtok 55 hektáron gazdálkodik, melyen belül jelentős magassági különbségek vannak. Dűlőit már 1772-ben az első osztályú dűlők közé sorolták. Adottságait a vulkanikus alapkőzetet (dácit) borító vastag löszréteg és a domboldal déli kitettsége határozza meg, míg a Tisza és a Bodrog összefolyásának közelségéből adódó ködös mikroklíma ideális a Botryts cinerea számára.
Az ültetvényeket 1991-ben teljes egészében újratelepítették. Az organikus gazdálkodásra történő átállás 2009 és 2014 között végbement, és 2016-ra a hivatalos tanúsítványt is megszerezték a teljes birtokra. A szüretelés a birtok teljes területén kézzel történik.
A termőterületen furmint (73%), hárslevelű (18%), kövérszőlő (5%) és sárgamuskotály (2%) szőlőfajtákat termesztenek.

## Borászat, technológia
A szőlőfeldolgozót és palackozót magába foglaló borászati központ a Tokaji-hegy déli lejtőjén található. Az itt kivájt, 18 méter hosszú pincében 550 hordó található, itt történik az aszúk érlelése. A 18. századi Rákóczi–Dessewffy-kastély a szőlőbirtok irodáinak ad helyet, míg a Tokaj központjában található Rákóczi-pince borüzletnek, bortrezornak és borbárnak ad helyet.
A tölgyfahordók alapanyagát a Zempléni-hegység erdei adják, és a környék kádárműhelyeiben dolgozzák fel.

## Termékek
A pincészet furmint, késői szüretelésű, aszú és esszencia borokat készít.

## Szolgáltatások
A Tokaj központjában található Rákóczi-pince pincelátogatással egybekötött borkóstolóknak ad helyet, emellett borszaküzlet, borozó és borterasz működik. A szőlőültetvények szakmai vezetéssel, vagy a szőlő tanösvényen egyénileg megtekinthetők.